# Lolita Aniyar de Castro
Lolita Aniyar de Castro (ur. 8 maja 1937 w Caracas, Wenezuela, zm. 7 grudnia 2015 w Maracaibo) – wenezuelska polityk, adwokatka karna, kryminolożka.

## Życiorys
Urodziła się w rodzinie marokańskich żydów zajmujących się handlem. Ukończyła prawo karne na Uniwersytecie Rzymskim i kryminologię na Universidade Pantheon-Assas w Paryżu. Profesor kryminologii na Uniwersytecie Andyjskim. Przez 15 lat dyrektor Instytutu Kryminologii, który obecnie nosi jej imię.
Profesor Universidad del Zulia, jak również uniwersytetów w Argentynie, Kostaryce, Brazylii i innych krajach.
W 1993, po ustąpieniu poprzednika, została gubernatorem stanu Zulia. Była pierwszą kobietą wybraną na gubernatora w Wenezueli. Pierwsza kobieta, która została senatorem.
Była delegatem Wenezueli do UNESCO i konsulem w Nowym Orleanie w USA. Członek jury Sztokholmskiej Nagrody Kryminologii przyznawanej przez Uniwersytet w Sztokholmie.
22 września 2008 otrzymała tytuł doctora honoris causa Narodowego Uniwersytetu w Córdobie w Argentynie.
Zmarła w swoim domu w Maracaibo na atak serca.